# Ван дер Клюфт, Эб
Эгберт (Эб) ван дер Клюфт (нидерл. Egbert "Eb" van der Kluft; 23 мая 1889, Амстердам — 5 июля 1970, там же) — нидерландский футболист, игравший на позиции защитника, выступал за амстердамский клуб «Блау-Вит».
В составе сборной Нидерландов сыграл четыре матча — дважды был капитаном команды.

## Ранние годы
Эгберт ван дер Клюфт родился 23 мая 1889 года в Амстердаме. Он был четвёртым из семи сыновей Герта ван дер Клюфта и его жены Янтье Югес. Отец был родом из Коллюмерланд эн Ньивкрёйсланда, работал маляром, а мать родилась в Леке в провинции Гронинген.

## Карьера
Эб ван дер Клюфт начинал играть в футбол в амстердамском клубе «Свифт», который позже был переименован в «Холланд». В 1907 году эта команда объединилась с «Викторией» и получила название «Блау-Вит». Ван дер Клюфт, игравший на позиции защитника, выступал за этот клуб на протяжении 17 лет и более 10 лет был капитаном команды. Последнюю игру за «Блау-Вит» он сыграл 11 мая 1924 года против клуба ХВВ.
В 1920 году ван ден Клюфт был включён в состав сборной Нидерландов на Олимпийские игры в Антверпене, но так и не сыграл на турнире. Впервые Эб сыграл за сборную в возрасте 32 лет. Его дебют состоялся 12 июня 1921 года в товарищеском матче против сборной Дании. В общей сложности он сыграл четыре матча за сборную — в двух последних выводил команду в качестве капитана.

## Статистика

### Матчи ван дер Клюфта за сборную Нидерландов
| Матчи ван дер Клюфта за сборную Нидерландов | Матчи ван дер Клюфта за сборную Нидерландов | Матчи ван дер Клюфта за сборную Нидерландов | Матчи ван дер Клюфта за сборную Нидерландов | Матчи ван дер Клюфта за сборную Нидерландов | Матчи ван дер Клюфта за сборную Нидерландов |
| ------------------------------------------- | ------------------------------------------- | ------------------------------------------- | ------------------------------------------- | ------------------------------------------- | ------------------------------------------- |
| №                                           | Дата                                        | Соперник                                    | Счёт                                        | Голы ван дер Клюфта                         | Соревнование                                |
| 1                                           | 12 июня 1921                                | Дания                                       | 1:1                                         | —                                           | Товарищеский матч                           |
| 2                                           | 2 апреля 1923                               | Франция                                     | 8:1                                         | —                                           | Товарищеский матч                           |
| 3                                           | 29 апреля 1923                              | Бельгия                                     | 1:1                                         | —                                           | Кубок Rotterdamsch Nieuwsblad 1923          |
| 4                                           | 10 мая 1923                                 | Германия                                    | 0:0                                         | —                                           | Товарищеский матч                           |

Итого: 4 матча / 0 голов; 1 победа, 3 ничьи, 0 поражений.

## Личная жизнь
Эб женился в возрасте двадцати шести лет — его избранницей стала Анна София Стейгер, которая была старше него на один год. Их брак был зарегистрирован 30 декабря 1915 года в Амстердаме. В ноябре 1916 года у них родился первый сын, а в январе 1920 года второй. В июне 1937 года супруги развелись.